# Нечто - тотальное заражение
1. REDIRECT Нечто: Тотальное заражение